# Tartunaq
Tartunaq [ˈtɑtːunɑq] (nach alter Rechtschreibung Tartunaĸ) ist eine wüst gefallene grönländische Siedlung im Distrikt Ilulissat in der Avannaata Kommunia.

## Lage
Tartunaq befindet sich am Nordufer des Sullorsuaq (Vaigat) elf Kilometer westnordwestlich von Saqqaq. Der Ort befindet sich in flachem grünem Gebiet an einem langen weißen Sandstrand. Neben Tartunaq ist eine Landspitze, die sich symmetrisch konkav verjüngt. Nach rund 700 m berühren sich beide Seiten, aber noch anderthalb Kilometer weiter finden sich mehrere bis zu 250 m lange, aber nur 30 m breite Inseln, die die Landspitze bis weit in den Sund hinein fortsetzen.

## Geschichte
Tartunaq wurde erstmals 1805 als bewohnt genannt, als dort 57 Personen lebten. 1816 hatte Tartunaq keine Einwohner. 1823 war der Ort wieder bewohnt und es war eine Lehrerin angestellt. 1827 und 1850 lebte wieder niemand in Tartunaq. Seit etwa 1885 war der Ort erneut bewohnt.
1915 hatte der Wohnplatz 18 Einwohner, die in zwei Häusern lebten. 1918 war die Einwohnerzahl auf 40 Personen gestiegen und es wurde ein ausgebildeter Katechet angestellt. Zwischen 1930 und 1950 hatte Tartunaq zwischen 22 und 30 Einwohner. Tartunaq gehörte bis 1950 zur Gemeinde Saqqaq. Anschließend wurde er ein Teil der Gemeinde Vaigat. 1954 wurde der Wohnplatz aufgegeben.